# Cortex prémoteur

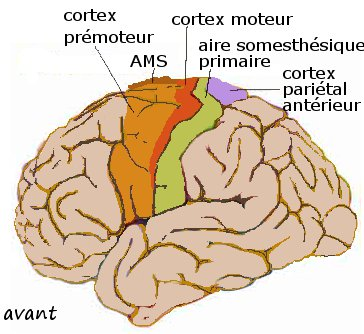
Le cortex prémoteur est situé dans une position antérieure au cortex moteur primaire.

Le cortex prémoteur est la partie du lobe frontal du cerveau située immédiatement en avant du cortex moteur primaire (aire motrice primaire M1) et il s'étend sur la face médiale et latérale des hémisphères cérébraux. Le rôle du cortex prémoteur est de planifier et d'organiser le mouvement. Il influence la motricité par ses connexions réciproques avec le cortex moteur primaire mais aussi par des projections directes vers les motoneurones α du tronc cérébral et de la moelle épinière.
Le cortex moteur est composé du cortex moteur latéral (ou aire prémotrice) et du cortex prémoteur médial (ou aire motrice supplémentaire AMS). Ce sont ces deux parties ensemble qui composent l'aire de Brodmann 6.
Certains neurones du cortex prémoteur ont été identifiés comme des neurones miroirs.